# イナグア島
イナグア島（イナグアとう、Inagua Island）とは西インド諸島のバハマにある島で、大きい方のグレート・イナグア島（Great Inagua Island）と小さい方のリトル・イナグア島（Little Inagua Island）からなる。

## 概要
バハマ諸島の最南端に位置し、キューバとイスパニョーラ島（ハイチ）の近くにある。東にはイギリス領カイコス諸島がある。グレート・イナグア島とリトル・イナグア島は共にイナグア島を結成し、面積はグレート・イナグア島が1,544km2でリトル・イナグア島が30km2である。人口は約1500人で、全てグレート・イナグア島に住み、リトル・イナグア島は無人島である。中心地はグレート・イナグア島のマシュー・タウン（Matthew Town）。グレート・イナグア島にある大きなロサ湖にフラミンゴが生息している事で有名で国立公園になっている。

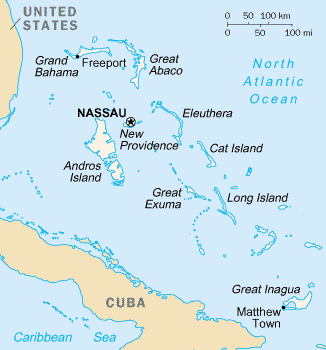
バハマの地図

一帯に塩湖（ラグーン）、塩性湿地、マングローブおよび汽水域が多く、ベニイロフラミンゴの大きな繁殖地である。1997年2月にイナグア国立公園はラムサール条約登録地 (32,600ha) となった。

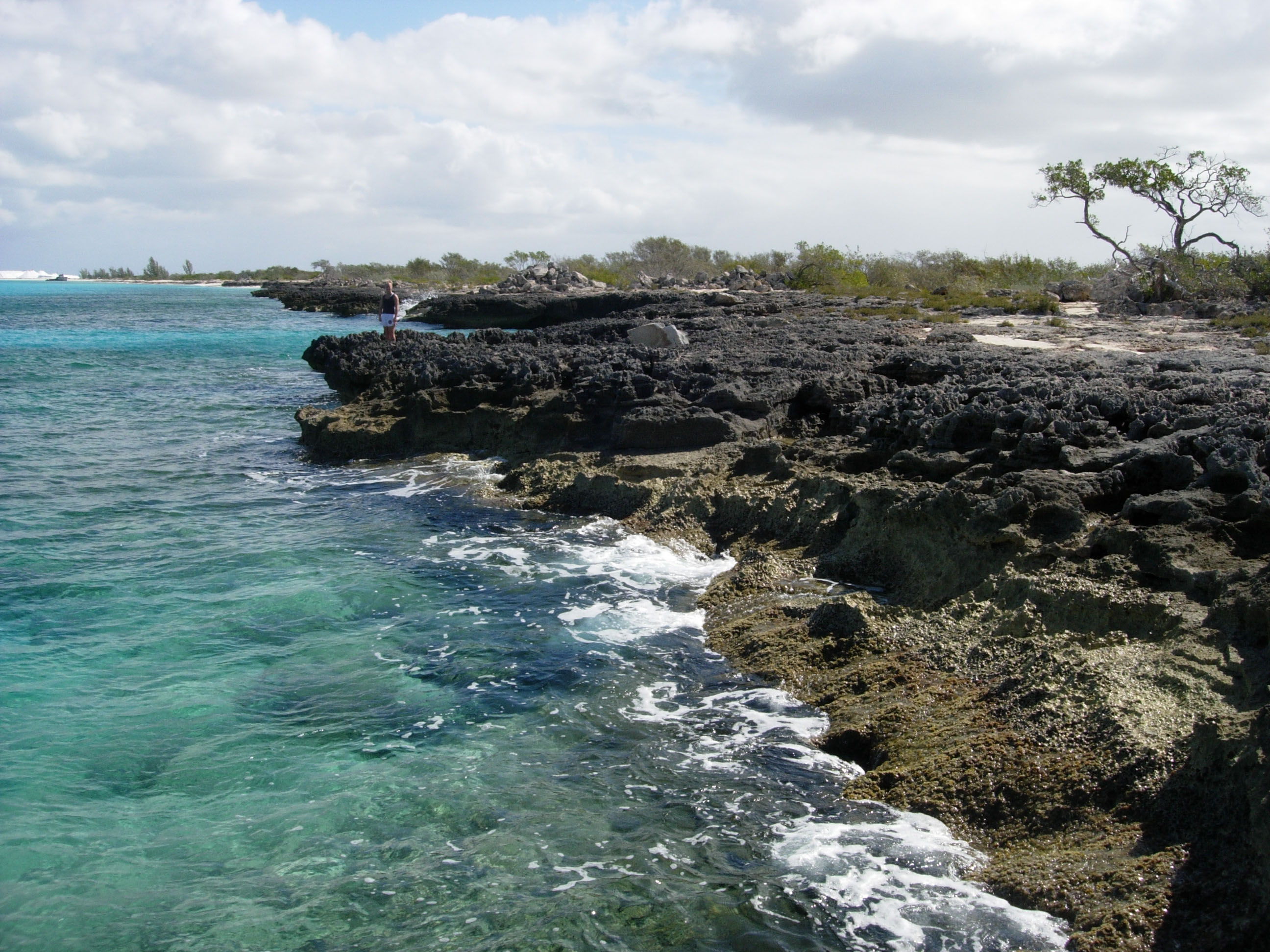
グレート・イナグア島の北海岸